# Bruce Bannon
Bruce Bannon (Rockaway, Nova Jérsei, 11 de março de 1951) é um ex-jogador profissional de futebol americano estadunidense

## Carreira
Bruce Bannon foi campeão da temporada de 1973 da National Football League jogando pelo Miami Dolphins.